# Eva Landeck
Eva Fainsilberg Landeck (Buenos Aires, 1922-12 de junio de 2019) fue una directora de cine argentina.

## Carrera profesional
En su infancia, incluso antes que supiera leer los subtitulados su papá la llevaba a ver películas, por ejemplo del cineasta soviético Pudovkin y así se familiarizó con imágenes que años después comenzó a ver y analizar con una mirada profesional.
Entre 1945 y 1948 estudió en la Facultad de Filosofía y Letras, donde completó la carrera de psicología, se casó, tuvo dos hijos, y cuando ellos eran adolescentes empezó a estudiar cine. Estudió fotografía con Pablo Tabernero, dirección de actores con Hedy Crilla y Augusto Fernandes y realizó prácticas de cine en la Asociación de Cine Experimental de Buenos Aires, cuya primer promoción integró.
En 1963 realizó el cortometraje Barrios y teatros de Buenos Aires para la televisión alemana.  Siguió con otros cortometrajes como el de ficción Entremé, con la actuación de Federico Luppi, Arturo Maly, Agustín Alezzo y Cora Roca. Por Horas extras fue galardonada con un diploma de honor en el Festival Cinematográfico Internacional de Oberhausen de 1967 y El empleo ganó el premio Medalla de Plata en el Festival de Cortometrajes de Cannes; en el mismo actuaron Irene Morack, Carlos Roffé y Carlos Antón y la película mezcló elementos oníricos, subconscientes e imaginarios con otros reales.
De filmar en 16 milímetros pasó al formato de 35 milímetros. Su primer largometraje se terminó en 1973 y se estrenó el 22 de agosto de 1974; era Gente en Buenos Aires, sobre la incomunicación de la gente en la gran ciudad, con Luis Brandoni e Irene Morack, quien también cantó la canción de la película, con el futuro director de cine Aníbal Di Salvo a cargo de la cámara y la fotografía. Con ese filme fue la primera directora cinematográfica argentina que ganó un premio –Mención Especial- en la Muestra Internacional del Film de Autor de San Remo en 1975.
En 1979 estrenó Este loco amor loco en el que mezcló diferentes personajes de época. Por último, en octubre del mismo año estrenó El lugar del humo, una producción uruguaya con la mayoría de los técnicos de Argentina, que narraba la gira teatral de un elenco por el interior del país, que se vuelve un melodrama y deriva en una investigación policial.
En sus películas Eva Landeck mezcló lo real con lo onírico, la  música clásica con el tango, el folkcore y la tecno. 
En 1995 publicó el libro Lejos de Hollywood, una ficción vinculada al quehacer del cine. En 2013 fue galardonada con el Premio Cóndor de Plata a la trayectoria.

## Filmografía
Directora
- Barrios y teatros de Buenos Aires (cortometraje) (1963)
- Las ruinas de Pompeya (cortometraje) (1965)
- Domingos de Hyde Park (cortometraje) (1965)
- Horas extras (cortometraje) (1966)
- Entremés (cortometraje) (1966)
- El empleo (cortometraje) (1970)
- Gente en Buenos Aires  (1974)
- El lugar del humo   (1979) (producción uruguaya)
- Este loco amor loco  (1979)

Guionista
- Este loco amor loco (1979)

Argumento
- Este loco amor loco (1979)